# 米島酒造所
米島酒造所（よねしましゅぞうしょ）とは、沖縄県島尻郡久米島町で泡盛を製造・販売している酒造所である。

## 概要
久米島（旧具志川村）にある典型的な家族経営の業者で、4代を数える。仕込みはもちろんのこと瓶のラベル貼りまでも手作業で行い昔ながらの製造方法を守っている。
清流として知られる白瀬走川（しらしはいかー）の水で仕込んでいることが特徴で、正統派の泡盛として評価されている。大量生産を行わず、熟成に重きを置くことも特徴である。現在は熟成にステンレスタンクと南蛮甕を併用している。
小規模であること、長年取引のある島内への出荷を優先させていることから、ほとんどが久米島島内で消費されている。従って県外はもちろんのこと那覇など沖縄本島においても出回ることが少ない。
電話等で申し込めば工場見学可能。現在は直販を行っていないが、久米島島内の酒店で購入し発送できる。

### 主な製品
- 米島（6年古酒、43度）
- 美ら蛍（旧名「久美の月」、30度古酒）
- 五枝の松
- 久米島（旧名「米島」、新酒）

新酒扱いの酒であっても1年以上寝かせてあるのが特徴である。他にも限定商品があるが、出荷数は極めて少なく島内でも手に入りにくい。

## 沿革
- 1948年：創業

## 所在地
- 沖縄県島尻郡久米島町字大田499
- 〒901-3134

## 交通
- 久米島空港から車で約15分、久米島町営バス「太田」下車徒歩３分
- 兼城港から車で約5分